# Quicktime
Quicktime és un estàndard de reproducció de vídeo multiplataforma. Serveix tant en entorn PC com en entorn Mac. Té l'extensió d'arxiu és *.mov. És propietat de l'empresa Apple.
QuickTime no és només un reproductor, sinó un sistema multimèdia complet capaç de reproduir, i en casos transmetre, continguts d'alta qualitat a Internet i altres dispositius. Se'l coneix també com a «navalla suïssa d'edició de vídeo», per això Apple ha decidit incorporar les noves tecnologies MPEG-4 de vídeo d'alta definició.
Apple va anunciar la sortida d'un nou còdec dit H.264 o conegut també com a AVC (Advanced Video Coding) o 'Codificació de Vídeo Avançada' ' que permet continguts molt nítids superiors a l'estàndard de DVD, DivX i altres formats d'alta qualitat. Permet la digitalització amb qualitat professional d'àudio, integració de pistes de text, objectes animats i pistes de música MIDI, entre d'altres. La versió que instal·la l'Adobe Premiere també és capaç d'importar i reproduir (a més a més de permetre treballar amb ells) arxius de vídeo i àudio corresponents a altres tecnologies de vídeo, com per exemple els arxius *.AVI.
Quicktime permet treballar amb la informació de tal forma que el resultat es pugui reproduir sense modificacions addicionals des del PC, Mac o Internet, sense els usuaris han de conèixer les particularitats del maquinari o del sistema que ha de reproduir la informació.

## Formats suportats
- Audio
  - Apple Lossless 1 i 2
  - Audio Interchange (AIFF)
  - Audio CD (CDA)
  - Interfície d'intruments musicals MIDI
  - MPEG-1 Layer 3 Audio (.mp3)
  - MPEG-4 AAC Audio (.m4a,.m4b,.m4p)
  - QDesign Music
  - Qualcomm PureVoice (QCELP)
  - Sun AU Audio
  - ULAW/ALAW Audio
  - (WAV)
  - (Advanced Audio Coding) ^AAC

- Vídeo
  - 3GPP i 3GPP2
  - Video AVI
  - DV video (DV NTSC/PAL i DVC Pro NTSC/PAL codecs)
  - Flash i FlashPix (animacions web)
  - GIF i GIF animats
  - H.261, H.263, i H.264 codecs
  - JPEG, Photo JPEG, i JPEG-2000 codecs
  - MPEG-1, MPEG-2, i MPEG-4
  - Quartz Composer Composition (solament Mac OS X)
  - QuickTime Movie (.mov)
  - video mac: Apple Video, Cinepak, Component Video, Graphics, i Planar RGB